# Ana de Bourbon-Parma
Ana de Bourbon-Parma (em italiano: Anna Antonietta Francesca Carlotta Zita Margarita; Paris, 18 de setembro de 1923 – Morges, 1 de agosto de 2016), foi uma Princesa de Parma, esposa do rei  Miguel I e Rainha Consorte titular da Romênia. Era a única filha do príncipe Renato de Parma e de sua esposa, a princesa Margarida da Dinamarca.

## Primeiros anos
Ana é a segunda filha de Renato de Bourbon-Parma e da princesa Margarida da Dinamarca. Nascida na França, teve que fugir com sua família para a Espanha em 1939, após a ocupação nazista. De lá eles seguiram para Portugal e depois para os Estados Unidos.
Entre 1940 e 1943, Ana frequentou a Parson's School of Design, em Nova Iorque e trabalhou como assistente de vendas na loja de departamentos Macy's. Ainda em 1943, ela se alistou como voluntária no exército francês, servindo como motorista de ambulâncias na Argélia, Marrocos, Itália, Luxemburgo e na Alemanha liberada. Por seus serviços, ela foi condecorada com a Croix de Guerre.

## Noivado
Ana conheceu o rei Miguel I da Romênia em Londres, em novembro de 1947, por ocasião do casamento da princesa Isabel (futura Isabel II do Reino Unido) com o príncipe Filipe da Grécia, primo e companheiro de infância do rei. De fato, um ano antes, a rainha-mãe Helena havia convidado Ana, sua mãe e seus irmãos para uma visita a Bucareste, mas o plano não vingou. Após serem formalmente apresentados, os dois se encontraram diversas vezes para passear pela capital inglesa, sempre acompanhados pela mãe ou pelo irmão da princesa.
Poucos dias depois, Ana aceitou acompanhar Miguel e a rainha-mãe até Lausana, para onde o rei, pilotando um avião Beechcraft, levaria sua tia, a duquesa de Aosta. Cerca e duas semana depois, Miguel pediu a mão de Ana em casamento. Embora a princesa tenha aceito de imediato, Miguel absteve-se de anunciar publicamente o noivado enquanto não comunicasse o fato ao governo romeno.
Miguel retornou ao seu país, mas foi informado pelo primeiro-ministro que um anúncio do casamento não era "oportuno" naquele momento. No entanto, dias depois, o casamento foi usado como explicação pública do governo para a súbita "abdicação" do rei - que na verdade havia sido deposto pelos comunistas em 30 de dezembro. Ana só teve notícias de Miguel quando ele partiu para o exílio, reencontrando-o em Davos em 23 de janeiro de 1948.

## Casamento

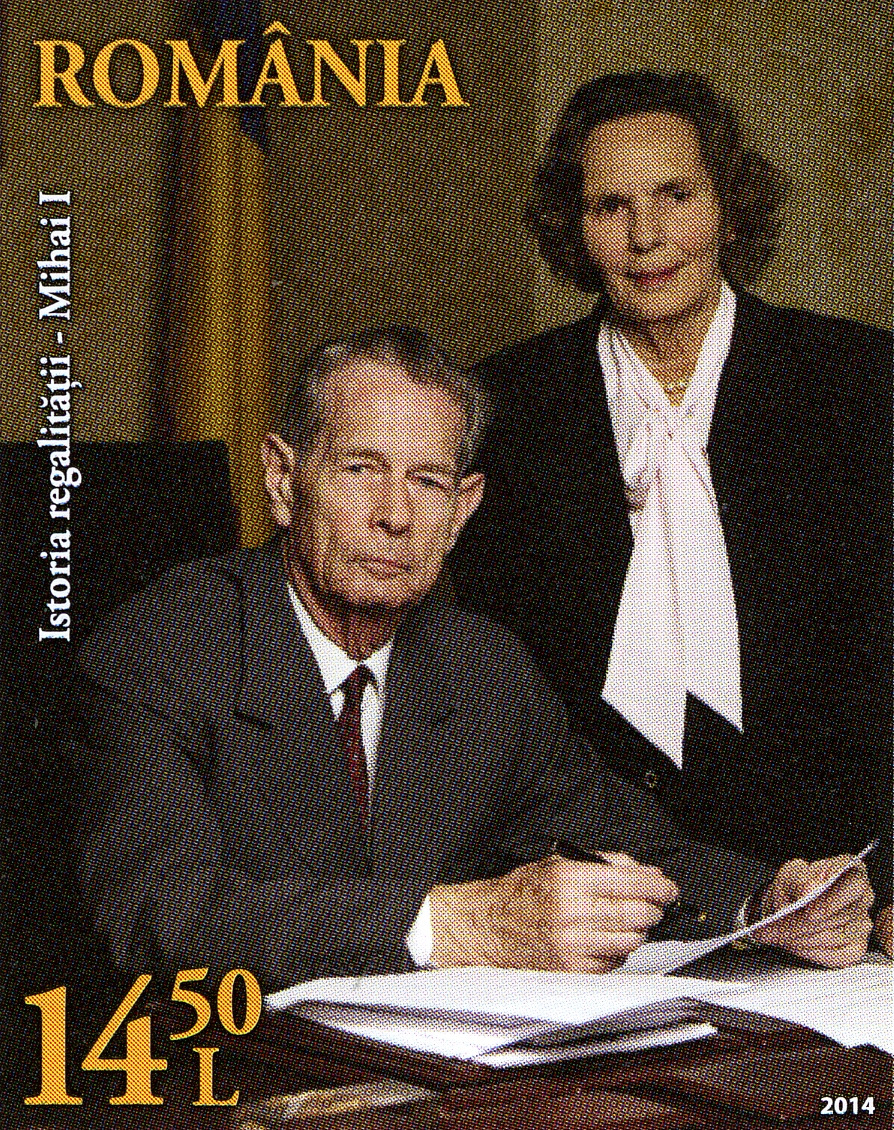
Miguel e Ana em um selo romeno de 2014.

Como uma Bourbon, Ana devia submeter-se ao código canônico da Igreja Católica Romana, que exigia que ela recebesse uma dispensa para se casar com um cristão não católico (Miguel é ortodoxo). Na época, essa dispensa só era normalmente concedida se o cônjuge não-católico se comprometesse em permitir que os filhos do casamento fosse criados como católicos. Miguel recusou-se a fazer tal promessa, uma vez que violaria a constituição monárquica da Romênia e poderia ter um impacto prejudicial sobre uma possível restauração. A Santa Sé (que tratou diretamente do assunto devido ao fato de Miguel ser membro de uma dinastia reinante) recusou-se a conceder a dispensa, a menos que Miguel assumisse o compromisso obrigatório.
Helena, a rainha-mãe da Romênia, e sua irmã, a duquesa de Aosta (uma ortodoxa casada com um príncipe católico) reuniram-se com os pais da noiva em Paris, onde ambas as famílias decidiram levar pessoalmente o caso ao Vaticano. No início de março, as mães dos noivos tiveram uma audiência o papa Pio XII que, apesar das súplicas da rainha-mãe e do descontrole da princesa Margarida - que bateu com os punhos numa mesa -, negou a permissão para o casamento.
Supunha-se que a recusa papal teria sido, em parte, motivada pelo não cumprimento da promessa feita antes do casamento do ortodoxo czar Bóris III da Bulgária com a princesa Joana de Saboia. Bóris era primo de Ana e batizou seus filhos na fé ortodoxa, a despeito do compromisso assumido para que a dispensa fosse concedida pela Santa Sé. Entretanto, a própria mãe de Ana era fruto de um casamento misto entre uma princesa católica (Maria de Orléans) e um príncipe protestante (Valdemar da Dinamarca), que haviam agido de acordo com o prévio compromisso ne temere, de criar seus filhos como protestantes e sua filha (Margarida) como católica.
O casal, entretanto, resolveu prosseguir com os preparativos, mas o tio paterno de Ana, o Xavier, Duque de Parma, chefe da Casa de Bourbon-Parma, divulgou um comunicado opondo-se a qualquer matrimônio realizado contra a vontade do Papa e da família da noiva. Foi o duque de Parma, e não o papa, quem proibiu os pais de Ana de assistir ao casamento. O porta-voz de Miguel declarou, em 9 de junho, que os pais haviam dado o seu consentimento e que a família da noiva seria representada nas núpcias por seu tio materno, o príncipe Érico da Dinamarca, que levaria a noiva ao altar.
A cerimônia de casamento foi realizada em 10 de junho de 1948, na sala do trono do Palácio Real de Atenas, na Grécia, sendo oficiada pelo arcebispo Damaskinós e tendo o rei Paulo da Grécia como koumbaros. Entre os convidados estavam:. a rainha-mãe Helena, as tias de Miguel, a rainha Frederica da Grécia, a duquesa de Aosta, a princesa Catarina da Grécia; seus primos, a rainha Alexandra Iugoslávia, o príncipe Amadeu, duque de Aosta, a princesa Sofia da Grécia (futura rainha consorte de Espanha), o príncipe herdeiro Constantino da Grécia (futuro Constantino II) e a princesa Irene da Grécia - os três mais jovens serviram como damas de honra e pajens -; o tio materno de Ana, príncipe Érico da Dinamarca; a princesa Helena da Grécia, o príncipe Jorge Guilherme de Hanôver, entre outros. O pai de Miguel, o príncipe Carlos, e suas irmãs, a rainha-mãe da Iugoslávia, a princesa Isabel (ex-rainha consorte da Grécia) e a princesa Helena foram notificados, mas não convidados.
Como não foi concedida a dispensa papal para o casamento, celebrado de acordo com os ritos da Igreja Ortodoxa, ele foi considerado inválido pela Igreja Católica Romana, mas perfeitamente legal pelas demais autoridades. O casal acabaria por tomar parte em outra cerimônia religiosa, em 09 de novembro de 1966, na Igreja Católica Romana de São Carlos, em Principado de Mônaco, satisfazendo assim o direito canônico católico romano.

## Família
Ana e o rei Miguel tem cinco filhas, três genros, cinco netos e três bisnetos:
- Margarida (1949)
- Helena (1950)
  - Nicolau  (1985)
  - Isabel-Carina (1989)
- Irina (1953)
  - Miguel (1984)
    - Kohen (2012)

  - Angélica-Margarida (1986)
    - Courtney (2007)
    - Diana (2011)
- Sofia (1957)
  - Isabel-Maria (1998)
- Maria (1964)

Ana é irmã mais nova de Jacques de Bourbon-Parma e irmã mais velha de Michel de Bourbon-Parma - que é casado com a princesa Maria Pia de Saboia (filha mais velha do rei Humberto II da Itália) - e de André de Bourbon-Parma.
Como neta de Roberto I de Parma ela teve como primos o czar Bóris III da Bulgária, Roberto Hugo, duque de Parma, princesa Alícia, duquesa-viúva da Calábria, Carlos Hugo, duque de Parma, arquiduque Oto da Áustria e o grão-duque João de Luxemburgo.

## Na Romênia
Em 1992, Ana e Miguel estiveram na Romênia durante três dias, sendo esta a primeira visita da consorte real ao país. Entre 1993 e 1997, apesar de repetidas tentativas, o governo romeno negou a entrada de Miguel em seu território. Nesse período, Ana visitou o país diversas, sempre representando o marido. A partir de 1997, não houve mais nenhuma restrição à entrada ou permanência do ex-rei, que teve o Palácio Isabel colocado à sua disposição pelo governo. Desde então, ele conseguiu recuperar algumas de suas propriedades anteriormente confiscadas, como o Castelo de Săvârșin e o Castelo de Peleş.

Estandarte da Rainha da Romênia.

Ana e Miguel comemoraram suas bodas de diamante em junho de 2008 com uma série de eventos públicos na Romênia, incluindo uma recepção no Athenee Palace Hilton Hotel em Bucareste, uma performance de Orquestra Filarmônica Nacional da Romênia e um jantar formal em Sinaia. Entre os convidados estavam o ex-rei Constantino II da Grécia e sua esposa, Ana Maria da Dinamarca, o ex-czar Simeão II da Bulgária e sua esposa, Margarida, o príncipe Alexandre da Sérvia, o duque de Aosta, Duarte Pio de Portugal, o arquiduque Lorenzo da Áustria-Este, arquiduquesa Marie-Astrid da Áustria, o príncipe Filipe de Bourbon-Parma, a rainha Sofia de Espanha (dama de honra de Ana em seu casamento), bem como suas duas filhas mais velhas do casal e alguns de seus netos.

## Morte
Ana morreu no dia 1 de agosto de 2016 em um hospital em Morges, na Suíça, aos 92 anos de idade.

## Honrarias

### Honrarias dinásticas
- Casa da Romênia: Grã-mestra e Cavaleira Grã-cruz da Ordem de Carlos I[4][5][6]
- Casa da Romênia: Grã-mestra e Cavaleira Grã-cruz da Ordem da Coroa[4]

### Honrarias estrangeiras
- França: Dignitária da Cruz de Guerra[7]
- Família real grega: Dama Grã-cruz da Ordem de Santa Olga e Santa Sofia[8][9]
- Malta: Dama Grã-cruz da Ordem Soberana e Militar de Malta[10][11]